# Nicolao Granucci
Nicolao Granucci (1521, Lucques – 1603, Lucques) est un écrivain italien.

## Biographie
Nicolao Granucci est né à Lucques en 1521.

## Œuvres
- L’eremita, la carcere, e ‘l diporto, opera nella quale si contengano novelle et altre cose morali, etc., Lucques, 1569, in-8°, rare. Ce volume renferme quatorze nouvelles, dont les sujets sont très-intéressants. On trouve à la suite l’Epitome des actions les plus mémorables faites par les Turcs pendant l’année 1566 ; les Vies de Tamerlan et de Scanderbeg ; l’origine des chevaliers de St-Jean de Jérusalem et la description de l’île de Malte.
- La piacevol notte et lieto giorno, opera morale, Venise, 1574, in-8°. C’est un second recueil de onze nouvelles qui ne sont pas moins agréables que les précédentes. Haym en cite une édition de Lucques, 1566, in-8°. Granucci a mis en prose la Thésèide de Boccace, précédée d’un petit dialogue, Lucques, 1579, in-8°. Il avait déjà donné une édition estimée de l’Urbano, du même auteur, ibid., 1562, in-8°.